# Vlag van Vogelenzang

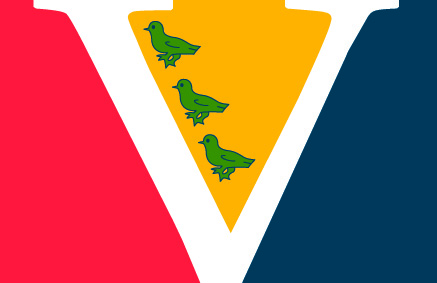
Vlag van Vogelenzang

De vlag van Vogelenzang werd op 9 maart 2013 door het Nederlandse dorp Vogelenzang in gebruik genomen. De vlag heeft de kleuren van de vlag van Noord-Holland en van de vlag van Bloemendaal. De 3 vogeltjes staan op een wapen op het doopvont in de Onze-Lieve-Vrouw ten Hemelopnemingkerk. De vlag kan als volgt worden beschreven:
Twee even lange banen van rood en blauw met over het midden een witte geschreefde letter V over de hele hoogte van de vlag. De linkertak van de V is tweemaal zo dik als de rechtertak. Van binnen is de V geel opgevuld, met op het geel langs binnenzijde van de linkertak van de V en geplaatst in de zin daarvan drie groene vogels.